# Ariadna Ródenas
Ariadna Ródenas Pascual (Elche, 2 de enero de 1987) es una deportista española. En sus inicios practicaba atletismo, pero en el año 2014 empezó a interesarse por la bicicleta MTB.

## Trayectoria
Desde el principio ha participado y ha ganado en variadas competiciones, al tiempo que ha formado parte de la selección de la Comunidad Valenciana. Su especialidad es la larga distancia y las pruebas por etapas. Aparte de triunfos a nivel local, también ha conseguido victorias a nivel nacional. En el ranking de la Federación de Ciclismo autonómica aparece en los años 2020 y 2021 en el puesto número 1 de su categoría.
Sancionada 4 años por la Comisión Española para la Lucha Antidopaje en el Deporte (CELAD), por la vulneración del Artículo 20 a) de la Ley Orgánica 11/2021, de 28 de Diciembre, de Lucha contra el Dopaje en el Deporte (L.O.L.D.D). Sustancia: Metandienona. 03/03/2024 - 03/03/2028. https://sanciona2.celad.gob.es/Consultas

## Palmarés
En el ámbito internacional, ha participado con éxito en importantes competiciones:
| Año  | Evento                               | Lugar                                 | Km de la ruta | Etapas | Desnivel | Puesto            |
| ---- | ------------------------------------ | ------------------------------------- | ------------- | ------ | -------- | ----------------- |
| 2021 | Campeonato Europeo MTB-Ultra Maratón | Viella España                         | 213           |        | 6600 m   | Medalla de oro    |
| 2021 | Titan Desert Morocco                 | Marruecos                             | 640           | 6      | 7500 m   | Medalla de oro    |
| 2022 | UCI-Campeonato Mundial Masters XCO   | Cerro Bayo Argentina                  |               |        |          | Medalla de plata  |
| 2022 | Campeonato Europeo MTB-Maratón       | Jablonné v Podještědí República Checa | 70            |        | 1550 m   | Medalla de bronce |
| 2022 | Titan Desert Arabia Saudí            | Arabia Saudita                        | 400           | 4      | 3500 m   | Medalla de oro    |

En diciembre del año 2022, venció en la Titan Desert de Arabia Saudí llegando en primera posición en las cuatro etapas de las que constaba la prueba.